# Alice Hirson
Alice Hirson, nata Alice Thorsell (New York, 10 marzo 1929 – New York, 14 febbraio 2025), è stata un'attrice statunitense.

## Vita privata
Usò il cognome del primo marito Roger O. Hirson. Dal 1980 al 2005 (morte di lui) fu sposata in seconde nozze con l'attore Stephen Elliott.

## Filmografia parziale

### Cinema
- La gang che non sapeva sparare (The Gang That Couldn't Shoot Straight), regia di James Goldstone (1971)
- Le ali della notte (Nightwing), regia di Arthur Hiller (1979)
- Oltre il giardino (Being There), regia di Hal Ashby (1979)
- Soldato Giulia agli ordini (Private Benjamin), regia di Howard Zieff (1980)
- La rivincita dei nerds (Revenge of the Nerds), regia di Jeff Kanew (1984)
- Appuntamento al buio (Blind Date), regia di Blake Edwards (1987)
- Il grande regista (The Big Picture), regia di Christopher Guest (1989)
- Prigione di vetro (The Glass House), regia di Daniel Sackheim (2001)
- The Lost, regia di Chris Sivertson (2006)

### Televisione
- Destini (Another World) – soap opera, 43 puntate (1970)
- Una vita da vivere (One Life to Live) – soap opera, 59 puntate (1972-1976)
- Alexander: The Other Side of Dawn, regia di John Erman – film TV (1977)
- Se le cose fossero diverse (If Things Were Different) – film TV (1980)
- Ore 17 - Quando suona la sirena (When the Whistle Blows) – serie TV, 4 episodi (1980)
- General Hospital – soap opera, 4 puntate (1982)
- Quincy (Quincy, M.E.) – serie TV, 3 episodi (1977-1983)
- I 13 fantasmi di Scooby-Doo (The 13 Ghosts of Scooby-Doo) – serie TV, 13 episodi, voce (1985)
- Una decisione difficile (A Fighting Choice), regia di Ferdinand Fairfax – film TV (1986)
- Dallas – serie TV, 26 episodi (1982-1988)
- Home Fires – serie TV, 6 episodi (1992)
- Quando si ama (Loving) – soap opera, 4 puntate (1993)
- Ellen – serie TV, 28 episodi (1994-1998)
- Settimo cielo (7th Heaven) – serie TV, 8 episodi (1996-2006)
- Colpita da una stella (StarStruck) – film TV (2010)
- La vita segreta di una teenager americana (The Secret Life of the American Teenager) – serie TV, 6 episodi (2008-2012)